# Räbke
Räbke este o comună din landul Saxonia Inferioară, Germania.